# يانغجو
يانغجو هي مدينة في كوريا الجنوبية، تتبع مقاطعة غيونغي، بلغ عدد سكانها 205,988 نسمة في 2015، تبلغ مساحتها 310.1 كيلومتر مربع.